# Guangfu
Guangfu (光復鄉S, Guāngfù XiāngP) è un comune di Taiwan, situato nella provincia di Taiwan e nella contea di Hualien.